# Fritz Thoenes
Fritz Gustav Theodor Thoenes (* 12. Januar 1891 in Radebeul; † 26. Juni 1974 in Weimar) war ein deutscher Pädiater.

## Leben und Wirken
Fritz Thoenes wurde als Sohn des Asbestfabrikbesitzers (Carl) Gustav Thoenes (1851–1923) geboren. Er legte 1911 sein Abitur in Dresden ab.  Er studierte Medizin an den Universitäten Jena, Freiburg und München mit einer Unterbrechung durch den Ersten Weltkrieg. Thoenes wurde 1920 in Jena promoviert und begann sein ärztliche Tätigkeit 1921 als Assistent bei Stefan Engel in der Kinderklinik Dortmund. 1922 war Thoenes am Physikalisch-Chemischen Institut in Leipzig und von 1923 bis 1927 unter Georg Bessau an der Universitäts-Kinderklinik Leipzig. Im Dezember 1923 heiratete Thoenes in Leipzig Magarete, geb. Zielaskowski (1895–1985). Sie hatten drei gemeinsame Söhne. 1927 wechselte er als Oberarzt an der Universitäts-Kinderklinik Köln. Hier habilitierte sich Thoenes 1928.
1933 trat Thoenes der NSDAP bei. 1934 wurde er zum außerordentlichen Professor ernannt und zum Direktor der Kinderklinik am Krankenhaus Magdeburg-Altstadt berufen. Fritz Thoenes führte die Klinik durch die Kriegs- und Nachkriegszeit mit totaler Zerstörung der Gebäude und Auslagerung nach Haldensleben und Uchtspringe. 1950 übernahm er einen Gebäudekomplex mit 424 Betten in der Wiener Straße in Magdeburg.
Die Deutsche Akademie der Naturforscher Leopoldina ernannte Thoenes 1952 wurde zu ihrem Mitglied. 1953 folgte Thoenes einem Ruf auf den Lehrstuhl für Kinderheilkunde an der Universität Rostock und wurde zum Direktor der Universitäts-Kinderklinik ernannt. Nach seiner Emeritierung siedelte Fritz Thoenes 1959 nach Weimar über, wo er noch als Kinderarzt wirkte. 1961 ernannte die Deutsche Gesellschaft für Kinder- und Jugendmedizin Thoenes zum Ehrenmitglied.

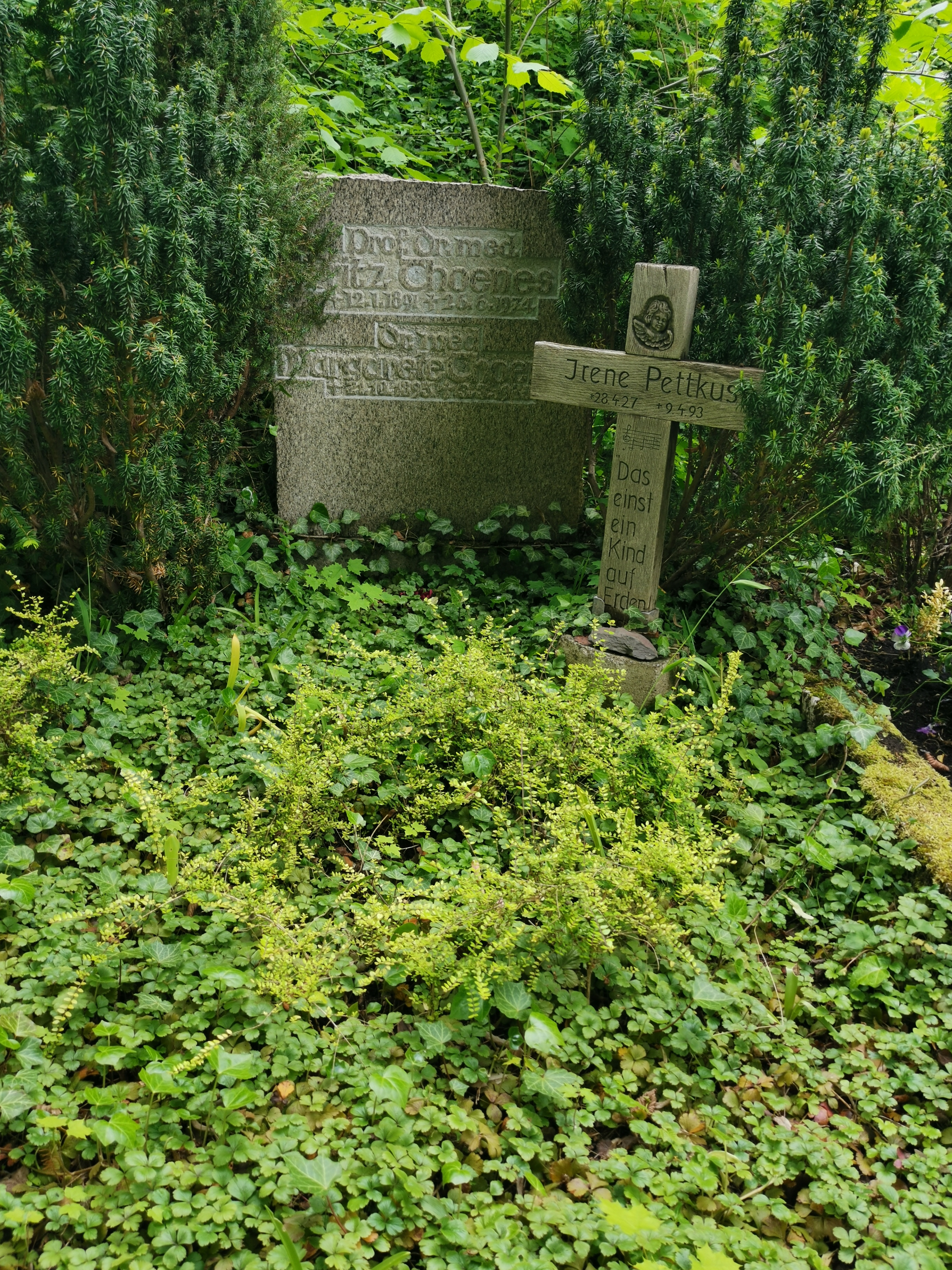
Grabstätte

Fritz Thoenes verstarb 1974 in Jena im Alter von 83 Jahren. Er ist auf dem Historischen Friedhof Weimar beigesetzt.
Mit dem Fritz-Thoenes-Gedächtnispreis werden seit 2010 besondere Leistungen im Bereich der Gesundheits- und Kinderkrankenpflege am Universitätsklinikum Magdeburg ausgezeichnet.

## Schriften (Auswahl)
- Fritz Thoenes: Kasuistischer Beitrag zur Kenntnis der Strangentartungen des Rückenmarks bei perniziöser Anämie. Dissertation, Friedrich-Schiller-Universität Jena 1920
- Fritz Thoenes, Rudolf Aschaffenburg: Der Eisenstoffwechsel des wachsenden Organismus. Karger-Verlag, Berlin 1934
- Fritz Thoenes, Rolf Müller: Die otogenen Ernährungsstörungen im Säuglingsalter. Thieme-Verlag, Leipzig 1952